# Standard
 Ikke at forveksle med Standart.
 For alternative betydninger, se Standard (flertydig). (Se også artikler, som begynder med Standard)
En standard er en teknisk specifikation, der er pålagt og/eller bredt accepteret af dem, som bruger den i hverdagen eller arbejder med den som den gældende måde til en bestemt opgave. Det sker i organisationer eller virksomheder typisk i forbindelse med kvalitetsstyringssystemer for at sikre kommunikation, kompatibilitet eller lignende. Kvalitetsstyring er en forudsætning for, at en virksomhed kan blive certificeret til f.eks. produktion af medicoteknisk udstyr.
Standarder kan vedtages lokalt eller globalt. Der findes organisationer som ISO og CEN, der udelukkende definerer standarder. I Danmark varetager Dansk Standard (DS) bl.a. det danske medlemskab af ISO og CEN. EU bruger mange kræfter på at standardisere produkter i medlemslandene, da en standardisering kan hjælpe handelen i det indre marked. Det er frivilligt at følge en standard, medmindre der er lovkrav som f.eks. ved Bygningsreglementet.
I fysik bruges SI-enhederne til mål for længde, vægt og meget mere. Standarder er desuden vigtige i elektroniske systemer og apparater, herunder it og i høj grad netværkskommunikation.
Standard forveksles ofte fejlagtigt med normaler, der er eksakte realiseringer af en fysisk størrelse som mål, vægt, spænding el.lign. Forvekslingen skyldes bl.a., at man på engelsk anvender ordet standard om både standard og normal.
Der findes flere typer af standarder.
- En de facto-standard bruges som en konsekvens af de faktiske omstændigheder. Det kan f.eks. være, hvis en officiel standard ikke dækker i et specifikt tilfælde, eller hvis en stor aktør på markedet sætter sin egen standard
- En åben standard er en standard, der er frit tilgængelig for alle
- En Internet Standard er som regel en STD. (Se også RFC)

## Reference
1. ↑  kapitel 4 i Carina Risvig Hamer & Sten Schaumburg-Müller (red.): Juraens verden − metoder, retskilder og discipliner. 2020. Djøf Forlag. ISBN 978-87-574-4778-1